# Nino (calciatore)
Nino, pseudonimo di Marcílio Florêncio Mota Filho (Recife, 10 aprile 1997), è un calciatore brasiliano, difensore dello Zenit San Pietroburgo e della nazionale brasiliana.

## Caratteristiche tecniche
È un difensore centrale.

## Carriera

### Club
Cresciuto nel settore giovanile del Criciúma, ha esordito in prima squadra il 18 febbraio 2016 disputando l'incontro di Campionato Catarinense vinto 5-3 contro il Camboriú.
Il 28 febbraio 2019 è stato ceduto in prestito al Fluminense.
Il 4 gennaio 2024 viene acquistato a titolo definitivo dallo Zenit San Pietroburgo.

### Nazionale
Il 28 maggio 2023 viene convocato per la prima volta in nazionale maggiore, con cui esordisce il 21 novembre seguente nella sconfitta per 0-1 contro l'Argentina.

## Statistiche
Statistiche aggiornate al 15 maggio 2019.

### Presenze e reti nei club
| Stagione        | Squadra         | Campionato      | Campionato | Campionato | Coppe nazionali | Coppe nazionali | Coppe nazionali | Coppe continentali | Coppe continentali | Coppe continentali | Altre coppe | Altre coppe | Altre coppe | Totale | Totale | Totale |
| Stagione        | Squadra         | Comp            | Pres       | Reti       | Comp            | Pres            | Reti            | Comp               | Pres               | Reti               | Comp        | Pres        | Reti        | Pres   | Reti   |        |
| --------------- | --------------- | --------------- | ---------- | ---------- | --------------- | --------------- | --------------- | ------------------ | ------------------ | ------------------ | ----------- | ----------- | ----------- | ------ | ------ | ------ |
| 2016            | Criciúma        | PD/SC+B         | 2+0        | 0          | CB              | 0               | 0               |                    | -                  | -                  | PL          | 1           | 0           | 3      | 0      |        |
| 2017            | Criciúma        | PD/SC+B         | 3+24       | 0          | CB              | 0               | 0               |                    | -                  | -                  | PL          | 2           | 0           | 29     | 0      |        |
| 2018            | Criciúma        | PD/SC+B         | 15+29      | 0+1        | CB              | 2               | 0               |                    | -                  | -                  |             | -           | -           | 46     | 1      |        |
| 2019            | Criciúma        | PD/SC+B         | 5+0        | 0          | CB              | 0               | 0               |                    | -                  | -                  |             | -           | -           | 5      | 0      |        |
| Totale Criciúma | Totale Criciúma | Totale Criciúma | 78         | 1          |                 | 2               | 0               |                    | 0                  | 0                  |             | -           | -           | 80     | 1      |        |
| 2019            | Fluminense      | A/RJ+A          | 2+4        | 0          | CB              | 4               | 0               |                    | -                  | -                  |             | -           | -           | 10     | 0      |        |
| Totale carriera | Totale carriera | Totale carriera | 84         | 1          |                 | 6               | 0               |                    | 0                  | 0                  |             | -           | -           | 90     | 1      |        |

### Cronologia presenze e reti in nazionale
| Cronologia completa delle presenze e delle reti in nazionale ― Brasile | Cronologia completa delle presenze e delle reti in nazionale ― Brasile | Cronologia completa delle presenze e delle reti in nazionale ― Brasile | Cronologia completa delle presenze e delle reti in nazionale ― Brasile | Cronologia completa delle presenze e delle reti in nazionale ― Brasile | Cronologia completa delle presenze e delle reti in nazionale ― Brasile | Cronologia completa delle presenze e delle reti in nazionale ― Brasile | Cronologia completa delle presenze e delle reti in nazionale ― Brasile |
| Data                                                                   | Città                                                                  | In casa                                                                | Risultato                                                              | Ospiti                                                                 | Competizione                                                           | Reti                                                                   | Note                                                                   |
| ---------------------------------------------------------------------- | ---------------------------------------------------------------------- | ---------------------------------------------------------------------- | ---------------------------------------------------------------------- | ---------------------------------------------------------------------- | ---------------------------------------------------------------------- | ---------------------------------------------------------------------- | ---------------------------------------------------------------------- |
| 21-11-2023                                                             | Rio de Janeiro                                                         | Brasile                                                                | 0 – 1                                                                  | Argentina                                                              | Qual. Mondiali 2026                                                    | -                                                                      | 46’                                                                    |
| Totale                                                                 |                                                                        | Presenze                                                               | 1                                                                      |                                                                        | Reti                                                                   | 0                                                                      |                                                                        |

## Palmarès

### Club

#### Competizioni statali
- Taça Rio: 1

Fluminense: 2020
- Campionato Carioca: 2

Fluminense: 2022, 2023
- Taça Guanabara: 1

Fluminense: 2022

#### Competizioni nazionali
- Campionato russo: 1

Zenit: 2023-2024
- Coppa di Russia: 1

Zenit: 2023-2024
- Supercoppa di Russia: 1

Zenit: 2024

#### Competizioni internazionali
- Coppa Libertadores: 1

Fluminense: 2023

### Nazionale
- Oro olimpico: 1

Tokyo 2020